# Hermann Walter (Politiker)
Hermann Walter (* 20. Mai 1866 in Neumarkt in der Oberpfalz; † nach 1931) war ein deutscher Politiker (Zentrum).

## Leben
Walter besuchte Volksschule und Gymnasium in Amberg, danach Gymnasien in Hof und München und machte 1884 sein Abitur am Wilhelmsgymnasium München. Von 1884 bis 1888 studierte er Rechtswissenschaften an der Universität München. Ab 1884 war er Mitglied der katholischen Studentenverbindung KDStV Aenania München im CV. Nach Militärdienst, Praktikum und Staatskonkurs (Assessorprüfung) 1892 begann er als Hilfsarbeiter beim Amtsgericht München I und der Staatsanwaltschaft des Landgerichts München I. 1894 wurde er dritter Staatsanwalt in Straubing und im Folgejahr Amtsrichter in Ingolstadt, was er bis 1898 blieb. Anschließend wurde er zweiter Staatsanwalt in Straubing. 1900 stieg er zum Landgerichtsrat in Traunstein auf, 1901 wechselte er in gleicher Position an das Landgericht München I. 1912 folgte seine Beförderung zum Oberlandesgerichtsrat am Oberlandesgericht München.
Walter gehörte von 1904 bis 1918 der Kammer der Abgeordneten des Bayerischen Landtags an. Er kam als Nachfolger des verstorbenen Franz Weber in den Landtag. Von 1904 bis 1907 vertrat er den Wahlkreis Weilheim in Oberbayern und danach den Wahlkreis Landsberg.